# Trinxat
Trinxat je tradiční jídlo oblasti Pyrenejí, zejména v Andoře a katalánských regionech Cerdanya a Alt Urgell. Připravuje z se brambor, zelí a vepřového masa. a podává většinou jako příloha k sledi, nebo se konzumuje samostatně s chlebem.

## Etymologie
Samotný název trinxat je příčestí katalánského slova trinxar, což znamená krájet a dá se přeložit jako nasekaný, popřípadě jako kaše.